# Ophiophyllum borbonica
Ophiophyllum borbonica är en ormstjärneart som beskrevs av Vadon och Guille 1984. Ophiophyllum borbonica ingår i släktet Ophiophyllum och familjen fransormstjärnor. Inga underarter finns listade i Catalogue of Life.